# Elaeocarpus lanceifolius
Elaeocarpus lanceifolius är en tvåhjärtbladig växtart som beskrevs av William Roxburgh. Elaeocarpus lanceifolius ingår i släktet Elaeocarpus och familjen Elaeocarpaceae. Inga underarter finns listade i Catalogue of Life.